# Ільєскас
Ільєскас (ісп. Illescas) — муніципалітет в Іспанії, у складі автономної спільноти Кастилія-Ла-Манча, у провінції Толедо. Населення — 22 482 особи (2010).
Муніципалітет розташований на відстані близько 34 км на південь від Мадрида, 33 км на північний схід від Толедо.
На території муніципалітету розташовані такі населені пункти: (дані про населення за 2010 рік)
- Ільєскас: 17655 осіб
- Лос-Альморалес: 16 осіб
- Каркавас: 2 особи
- Мораталас: 402 особи
- Лос-Негретес: 43 особи
- Лос-Олівос: 1 особа
- Лос-Прадільйос: 19 осіб
- Ель-Сеньйоріо-де-Ільєскас: 4210 осіб
- Віньяс-Пердідас: 71 особа
- Балагера: 23 особи
- Вільярреаль: 36 осіб
- Лос-Єсерос: 4 особи

## Демографія
Динаміка населення (INE ):

## Галерея зображень

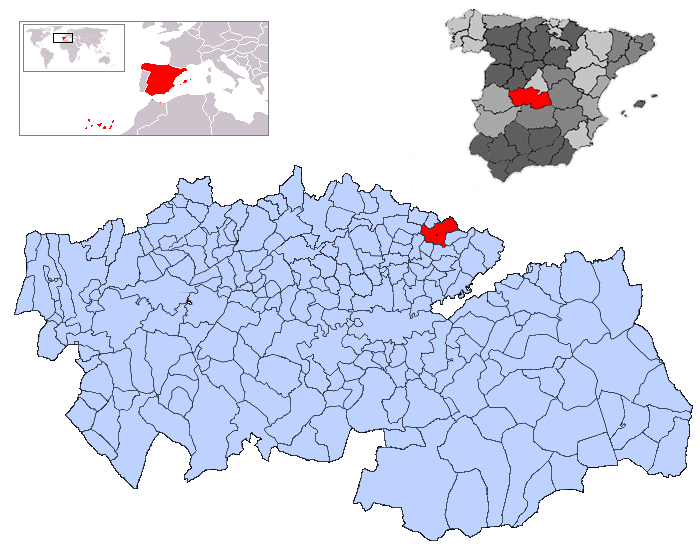
Розташування муніципалітету у провінції Толедо